# Guglielmo Gasparrini
Guglielmo Gasparrini (Castelgrande, 3 gennaio 1803 – Napoli, 28 giugno 1866) è stato un botanico e micologo italiano, uno dei più valenti studiosi di botanica dell'Ottocento.

## Biografia
Figlio di un maniscalco, maturò sin da piccolo la passione per il mondo vegetale. Dopo gli studi elementari nel paese natio, all'età di 15 anni ottenne un piccolo vitalizio dalla provincia di Potenza che gli permise di frequentare il collegio veterinario di Napoli. Successivamente, Gasparrini entrò nell'Orto Botanico di Napoli, sotto la guida di Michele Tenore e Giovanni Gussone, e si dedicò agli studi classici presso la scuola di Basilio Puoti, guadagnandosi anche la fama di erudito latinista.
Di idee liberali, partecipò giovanissimo ai moti del 1821. Nel 1824, seguì Gussone in Sicilia, come suo aiutante nella direzione dell'Orto botanico di Boccadifalco, del quale fu direttore aggiunto dal 1827 fino alla sua chiusura, avvenuta nel 1831. Tornato a Napoli, Gasparrini si laureò in scienze fisiche e naturali nel 1833 e nel 1837 venne nominato agronomo del Demanio pubblico di Napoli, incarico che lasciò nel 1844 quando ottenne la cattedra di professore aggiunto di botanica all'università partenopea.
Nel 1848, durante la breve esperienza costituzionale del Regno delle Due Sicilie, fu nominato capo dipartimento nel Ministero di Agricoltura da Antonio Scialoja ma, dopo la repressione dell'insurrezione avvenuta nello stesso anno, fu destituito dall'incarico. Grazie all'intervento di Luigi di Borbone, Conte d'Aquila e fratello del re Ferdinando II, Gasparrini entrò sotto la sua protezione. Dal 1857 al 1861 resse la cattedra di Anatomia e Morfologia Vegetale all'Università di Pavia, anche grazie ai buoni uffici del Borbone, oltre a rivestire l'incarico di rettore magnifico dell'ateneo.
Tornò a Napoli ove fu professore di Botanica e Direttore dell'orto botanico partenopeo dal 1861 al 1866. Durante la sua direzione furono risistemate alcune aree dell'Orto come l'arboreto, l'agrumeto e il "frutticeto", inoltre fu creata una Valletta per la coltivazione di piante alpine e costruita una nuova serra riscaldata, in sostituzione della precedente. Egli si occupò tra l'altro anche della sistemazione del Museo botanico e dell'ordinamento dell'Erbario. Promosse l'impiego del baco da seta cinese nella produzione delle stoffe nel Napoletano.
Fu autore di numerose pubblicazioni accademiche e dedicò gran parte della sua attività scientifica alla morfologia, istologia e sistematica vegetale. Nel campo floristico fu particolarmente specializzato nella flora lucana. Mise in opera l'erbario Gasparrini, oggi nella biblioteca dell'Orto Botanico di Pavia, dove "la flora napoletana - siciliana vi è ottimamente rappresentata e costituisce il merito principale dell'erbario" (Garovaglio). Realizzò una serie di tavole di botanica, oggi conservate alla Biblioteca Nazionale di Napoli.
Fu socio di diversi istituti scientifici, sia nazionali che esteri, come l'Accademia delle Scienze di Parigi, l'Accademia Pontaniana e l'Accademia di Scienze Fisiche e Matematiche di Napoli, della quale esercitò la mansione di presidente fino al 1862. Alla sua morte gli furono resi pubblici onori, con dediche di strade, a Napoli ed in altre città italiane, e di istituti culturali. In omaggio al suo nome sono dedicate le specie Euphorbia gasparrinii, Genista gasparrinii, Laurentia gasparrinii  e i batteri delle leguminose, detti corpi del Gasparrini. A lui è intitolata I.I.S. "Guglielmo Gasparrini" in Melfi, oggi istituto tecnico, nata nel 1853 come "Regia Scuola di Agrimensura".

## Opere
(elenco parziale)
- Osservazioni sopra talune modificazioni organiche in alcune cellule vegetali, Napoli, Stamperia del Fibreno, 1863
- Ricerche sulla Embriogenia della Canapa, Napoli, 1863
- Ricerche sulla natura dei succiatori e la escrezione delle radici ed osservazioni morfologiche sopra taluni organi della Lemna minor, Napoli , Tip.Dura, 1856;
- Ricerche sulla natura del caprifico, del fico e sulla caprificazione , Napoli, tip. Di Aquila/Puzziello, 1845
- Ricerche sulla natura degli Stomi, Napoli, 1842
- Ricerche sulla natura della pietra jungja e sul fungo che vi soprannasce, Napoli, Gerolomini, 1841
- Descrizione di un nuovo genere di piante della famiglia delle Leguminose, Napoli, 1836